# عزیز من (ترانه آریانا گرانده)
«عزیز من» تک‌آهنگی از هنرمند اهل ایالات متحده آمریکا آریانا گراند است که در ۲۲ ژوئیه ۲۰۱۳ منتشر شد. این تک‌آهنگ در آلبوم ارادتمند شما (آلبوم) قرار داشت.
این تک‌آهنگ در چارت‌های جزو ده ترانه اول قرار گرفت.